# 1. division (Eishockey) 1978/79
Die Saison 1978/79 war die 22. Spielzeit der 1. division, der höchsten dänischen Eishockeyspielklasse. Meister wurde zum ersten Mal in der Vereinsgeschichte überhaupt der Vojens IK. Die Frederikshavn White Hawks stiegen in die zweite Liga ab.

## Modus
In der Hauptrunde absolvierte jede der acht Mannschaften insgesamt 28 Spiele. Der Erstplatzierte der Hauptrunde gewann den Meistertitel. Der Letztplatzierte der Hauptrunde stieg in die zweite Liga ab. Für einen Sieg erhielt jede Mannschaft zwei Punkte, bei einem Unentschieden gab es einen Punkt und bei einer Niederlage null Punkte.

## Hauptrunde
|    | Klub             | Sp | S  | U | N  | T   | GT  | Punkte |
| -- | ---------------- | -- | -- | - | -- | --- | --- | ------ |
| 1. | Vojens IK        | 28 | 22 | 3 | 3  | 171 | 78  | 47     |
| 2. | Rødovre SIK      | 28 | 18 | 4 | 6  | 150 | 93  | 40     |
| 3. | AaB Ishockey     | 28 | 18 | 2 | 8  | 154 | 115 | 38     |
| 4. | Rungsted IK      | 28 | 16 | 5 | 7  | 149 | 102 | 37     |
| 5. | KSF Kopenhagen   | 28 | 9  | 5 | 14 | 108 | 123 | 23     |
| 6. | Herning IK       | 28 | 10 | 0 | 18 | 111 | 172 | 20     |
| 7. | Esbjerg IK       | 28 | 5  | 2 | 21 | 106 | 171 | 12     |
| 8. | Frederikshavn IK | 28 | 3  | 1 | 24 | 109 | 204 | 7      |

Sp = Spiele, S = Siege, U = Unentschieden, N = Niederlagen